# Nature Reviews Urology
Nature Reviews Urology è una rivista medica mensile sottoposta a revisione paritaria e pubblicata dalla Nature Portfolio. Pubblica articoli di revisione che trattano tutti gli aspetti dell'urologia. La rivista è stata fondata nel 2004 col nome di Nature Clinical Practice Urology e ha assunto il titolo attuale nell'aprile 2009.
La caporedattrice è Annette Fenner.
Secondo il Journal Citation Reports, nel 2021 la rivista ha ricevuto un fattore di impatto pari a 16,430, collocandosi al 4º posto fra 90 titoli presenti nella categoria "Urologia e nefrologia".